# Mario Vucenovic
Mario Vucenovic (* 6. Oktober 1999) ist ein österreichischer Fußballspieler.

## Karriere
Vucenovic begann seine Karriere beim ASK Wilhelmsburg. 2012 wechselte er zum SKN St. Pölten. 2015 kam er in die AKA St. Pölten. Zur Saison 2017/18 kehrte er zum SKN St. Pölten zurück, wo er für die Amateure zum Einsatz kommen sollte.
Sein Debüt für diese in der Regionalliga gab er im August 2017, als er am zweiten Spieltag jener Saison gegen den FC Karabakh Wien in der 63. Minute für Husein Balić eingewechselt wurde. Bis Saisonende kam er zu zwölf Einsätzen in der Regionalliga für die SKN Juniors.
Zur Saison 2018/19 wechselte er zum Zweitligisten SV Horn. Sein Debüt in der 2. Liga gab er im Juli 2018, als er am ersten Spieltag jener Saison gegen den FC Liefering in der 59. Minute für Dominik Kirschner eingewechselt wurde. Nach der Saison 2018/19 verließ er Horn.
Daraufhin wechselte er im August 2019 zum Ligakonkurrenten SKU Amstetten, bei dem er einen bis Juni 2020 laufenden Vertrag erhielt. Nach zwei Einsätzen für Amstetten kehrte er im Jänner 2020 zu den Amateuren des SKN zurück. Zur Saison 2021/22 rückte er in den Profikader des Zweitligisten. Insgesamt kam er zu sechs Zweitligaeinsätzen für den SKN. Im Jänner 2022 verließ er den Verein nach zwei Jahren wieder und wechselte zum Regionalligisten Wiener Sport-Club. Für den WSC absolvierte er insgesamt 52 Regionalligapartien, in denen er 19 Tore machte.
Im Jänner 2024 wechselte Vucenovic dann wieder in die 2. Liga, diesmal zum SV Lafnitz. Für Lafnitz kam er bis Saisonende zu zehn Einsätzen in der 2. Liga. Zur Saison 2024/25 wechselte er innerhalb der Liga zu Schwarz-Weiß Bregenz, wo er einen bis 2026 laufenden Vertrag erhielt. Für Bregenz absolvierte er 27 Zweitligapartien, in denen er siebenmal traf.
Zur Saison 2025/26 wechselte er zum Ligakonkurrenten SC Austria Lustenau, bei dem er einen bis 2026 laufenden Vertrag erhielt.

## Persönliches
Sein Bruder Aleksandar (* 1997) ist ebenfalls Fußballspieler.